# 하심 사치
하심 사치(알바니아어: Hashim Thaçi [hä'ʃɪm 'θɑ:t͡ɕɪ], 1968년 4월 24일~)는 코소보의 정치인이다. 2008년부터 2014년까지 코소보의 수상을 맡았으며, 2008년 2월 17일에 코소보의 독립을 선포하였다. 2016년 4월 7일부터 2020년 11월 5일까지 코소보 대통령직을 맡았다. 코소보 민주당(PDK) 당수, 코소보 해방군(KLA)의 정치적 지도자이다.